# Symphonie pour orgue no 5 de Widor

La Symphonie pour orgue no 5 en fa mineur, op. 42 no 1, est une œuvre de Charles-Marie Widor composée en 1879. Cette symphonie pour orgue en cinq mouvements dure environ trente-cinq minutes. Le cinquième mouvement, la toccata, est la composition la plus connue de Widor, au même titre que le final de la première symphonie pour orgue (en ré mineur) de Louis Vierne.

## Structure
1. Allegro vivace
2. Allegro cantabile
3. Andantino quasi allegretto
4. Adagio
5. Toccata

## Utilisation lors des mariages royaux

### Danemark
- Princesse Margrethe et Henri de Laborde de Monpezat le 10 juin 1967 dans l'Église Holmens[1]
- Prince Joachim et Alexandra Christina Manley le 18 novembre 1995 dans l'église du Château de Frederiksborg[2]
- Prince Frederick et Mary Donaldson le 14 mai 2004 dans la Cathédrale Notre-Dame de Copenhague[2]

### Royaume-Uni
- Princesse Margaret et Antony Armstrong-Jones le 6 mai 1960 dans l’Abbaye de Westminster
- Edward de Kent et Katharine Worsley le 8 juin 1961 dans la Cathédrale d'York[3]
- Princesse Anne et Mark Phillips le 14 novembre 1973 dans l’Abbaye de Westminster
- Prince Edward et Sophie Rhys-Jones le 19 juin 1999 dans la Chapelle Saint-Georges de Windsor
- Prince William et Catherine Middleton le 29 avril 2011 dans l'Abbaye de Westminster

### Norvège
- Princesse Märtha Louise et Ari Behn le 24 mai 2002 dans la Cathédrale de Nidaros[4]

## Discographie
- Les dix symphonies de Charles-Marie Widor, enregistrées par Pierre Pincemaille sur dix orgues Cavaillé-Coll en France - Solstice SOCD 181-185. La symphonie no 5 a été enregistrée sur l'orgue de l'église Saint-François-de-Sales de Lyon.

## Postérité
- Le début de la Toccata est utilisé dans la chanson Machine Messiah du groupe Yes sur son album Drama de 1980[5].